# 埃德蒙·塔普索巴
埃德蒙·费萨尔·塔普索巴（法語：Edmond Fayçal Tapsoba；1999年2月2日—），是一名布基纳法索足球运动员，场上司职中后卫，目前效力于德甲球队勒沃库森，并代表布基纳法索参加国际比赛。

## 早期与个人生活
塔普索巴在布基纳法索首都瓦加杜古的卡尔帕拉区长大。他经常在街头踢球，但在他14岁之前，他并没有获得踢比赛的机会。在塔普索巴小时候，他经常逃课以获得踢球的时间。塔普索巴的经纪人是著名葡萄牙球星德科。他能用英语与法语两种语言来进行交流。在COVID-19疫情期间，他为瓦加杜古的市场捐献了口罩、手套、以及洗手液，以帮助瓦加杜古的人们度过难关。

## 俱乐部生涯
在加盟勒沃库森之前，塔普索巴曾效力过萨利塔斯、瓦加杜古、历索斯、维多利亚、以及其预备队。
2020年1月31日，勒沃库森官方宣布，球队签下了塔普索巴，并与他签约5年半，转会费为1800万欧元，加上700万欧元的浮动条款。2021年2月21日，塔普索巴在勒沃库森1-1战平奥格斯堡的比赛中读秒绝平，打进了他的第一粒德甲进球，并帮助球队连续20场在对阵奥格斯堡的比赛中保持不败。

## 国家队生涯
塔普索巴在2016年完成了布基纳法索国家队首秀。

## 比赛风格
由于塔普索巴的速度、身体、传球、以及他镇定的防守与性格，他经常被与拜仁中卫热罗姆·博阿滕以作比较。他的进球能力也同样出色，特别是他的点球能力。他曾表示约翰·斯通斯、佩尔·默特萨克、以及维吉尔·范戴克等后卫给了他在一些防守时的灵感。

## 榮譽
勒沃库森
- 德国足球甲级联赛冠軍：2023–24[10]